# Kepler-62f
Kepler 62f ist ein Exoplanet, der im System des Kepler-62 im Sternbild Lyra umläuft.
Er befindet sich etwa 1200 Lichtjahre von der Erde entfernt.
Kepler-62f hat etwa den 1,41-fachen Radius der Erde und befindet sich in der sogenannten „habitablen Zone“.
Vermutlich handelt es sich um einen Planeten, der komplett von Wassereis umgeben ist. Es könnte sich auch um einen sogenannten Ozeanplaneten handeln und damit potentiell bewohnbar sein. Im Juni 2018 legten Studien nahe, dass Kepler-62f möglicherweise Jahreszeiten und ein Klima ähnlich dem auf der Erde hat.